# Филине Валдарно
Филѝне Валда̀рно (на италиански: Figline Valdarno, произношение: /fiʎ'ʎine val'darno/) е бивша община и град в Централна Италия, Метрополен град Флоренция, регион Тоскана. От 1 януари 2014 г. е част от новата община Филине и Инчиза Валдарно.